# Аояма-Иттёмэ (станция)

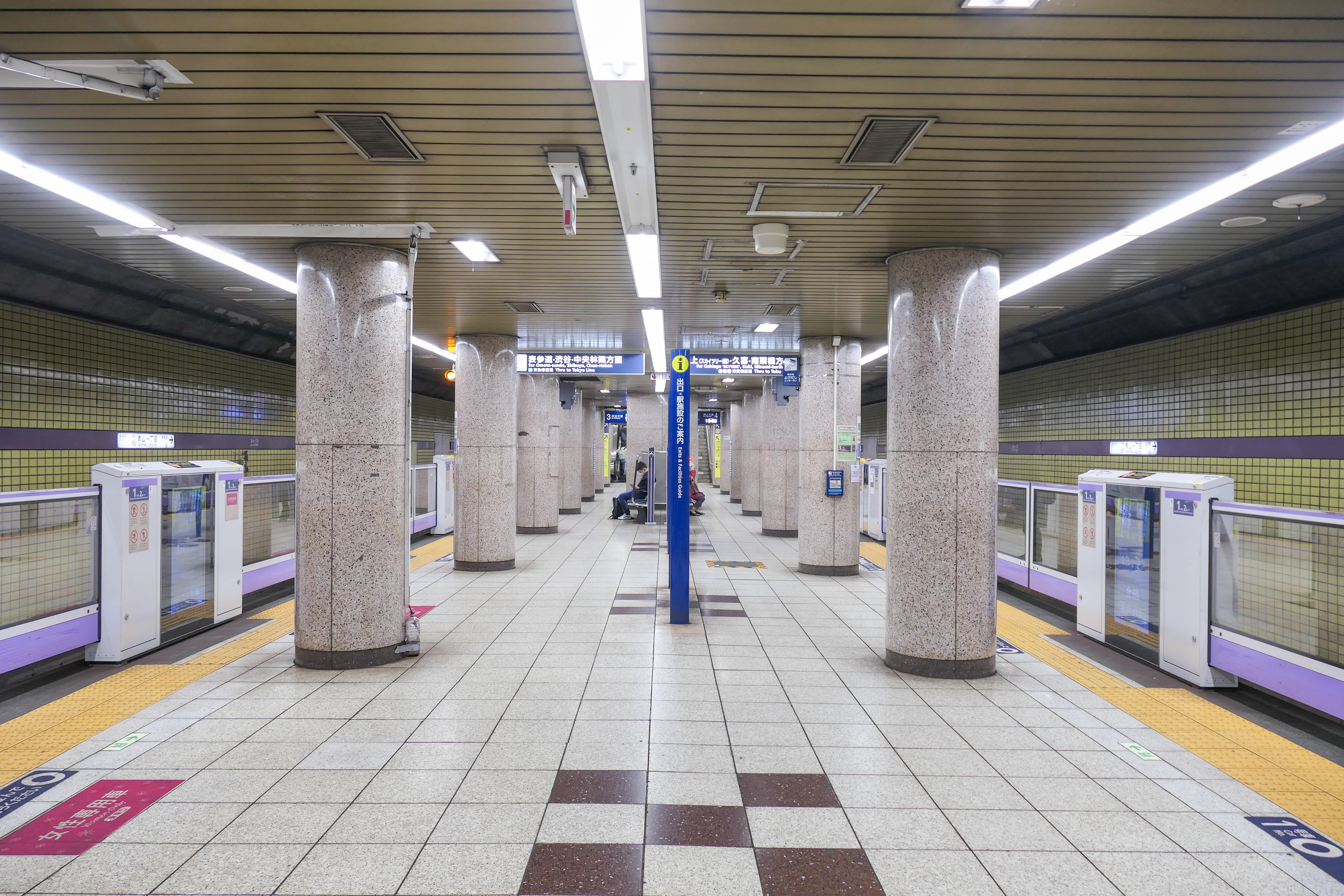
Платформа линии Хандзомон

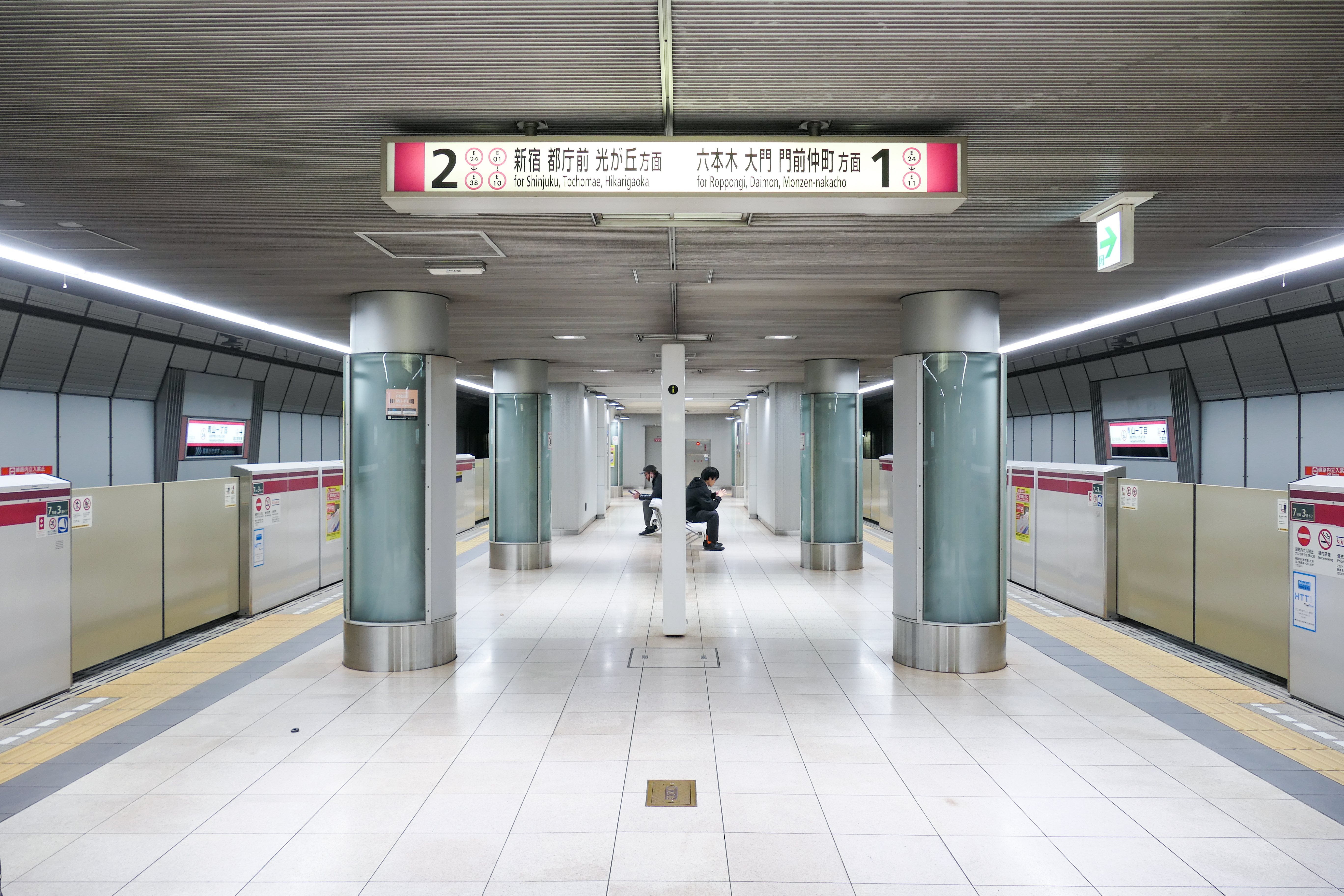
Платформа линии Оэдо

Станция Аояма-Иттёмэ (яп. 青山一丁目駅 аояма иттё:мэ эки) — железнодорожная станция на линиях Оэдо, Гиндза и Хандзомон, расположенная в специальном районе Минато в Токио. Станция обозначена номером E-24 на линии Оэдо, номером G-04 на линии Гиндза и номером Z-03 на линии Хандзомон. На станции установлены автоматические платформенные ворота.

## История
- 18 ноября 1938 открытие станции на линии Гиндза.
- 1 августа 1978 открытие станции на линии Хандзомон.
- 12 декабря 2000 — открытие станции на линии Оэдо.

## Планировка станции

### Tokyo Metro
- Линия Гиндза: две платформы бокового типа и 2 пути.
- Линия Хандзомон: одна платформа островного типа и два пути.

| 1 | ○ Линия Гиндза    | Сибуя                                                                                    |
| 2 | ○ Линия Гиндза    | Акасака-Мицукэ ・ Гиндза ・ Уэно ・ Асакуса                                              |
| 3 | ○ Линия Хандзомон | Сибуя ・ (Линия Дэнъэнтоси сквозное) Тюо-Ринкан                                          |
| 4 | ○ Линия Хандзомон | Осиагэ ・ (Линия Исэсаки сквозное) Куки ・ (Линия Никко (Тобу) сквозное) Минами-Курихаси |

### Toei
Одна платформа островного типа и два пути.
| 1 | ○ Линия Оэдо | Роппонги ・ Даймон     |
| 2 | ○ Линия Оэдо | Тотёмаэ ・ Хикаригаока |

## Близлежащие станции
| «          |  | Линия           |  | »                |
| ---------- |  | --------------- |  | ---------------- |
| Гайэммаэ   |  | Линия Гиндза    |  | Акасака-Мицукэ   |
| Омотэсандо |  | Линия Хандзомон |  | Нагататё         |
| Роппонги   |  | Линия Оэдо      |  | Кокурицу-Кёгидзё |